# بلبل دماغه
بلبل دماغه (نام علمی: Pycnonotus capensis) نام یک گونه از سرده بلبل‌ها است.

## نگارخانه

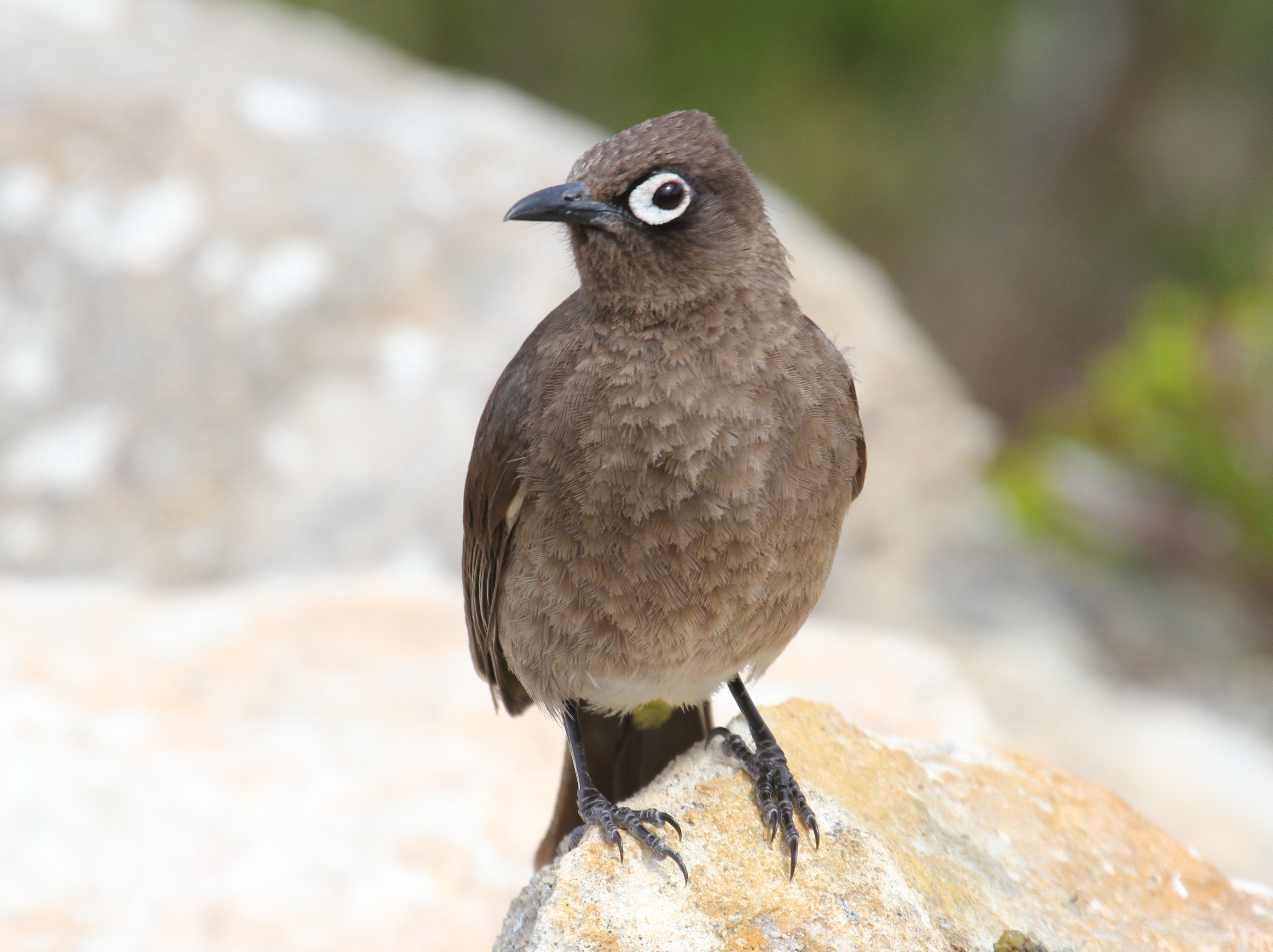
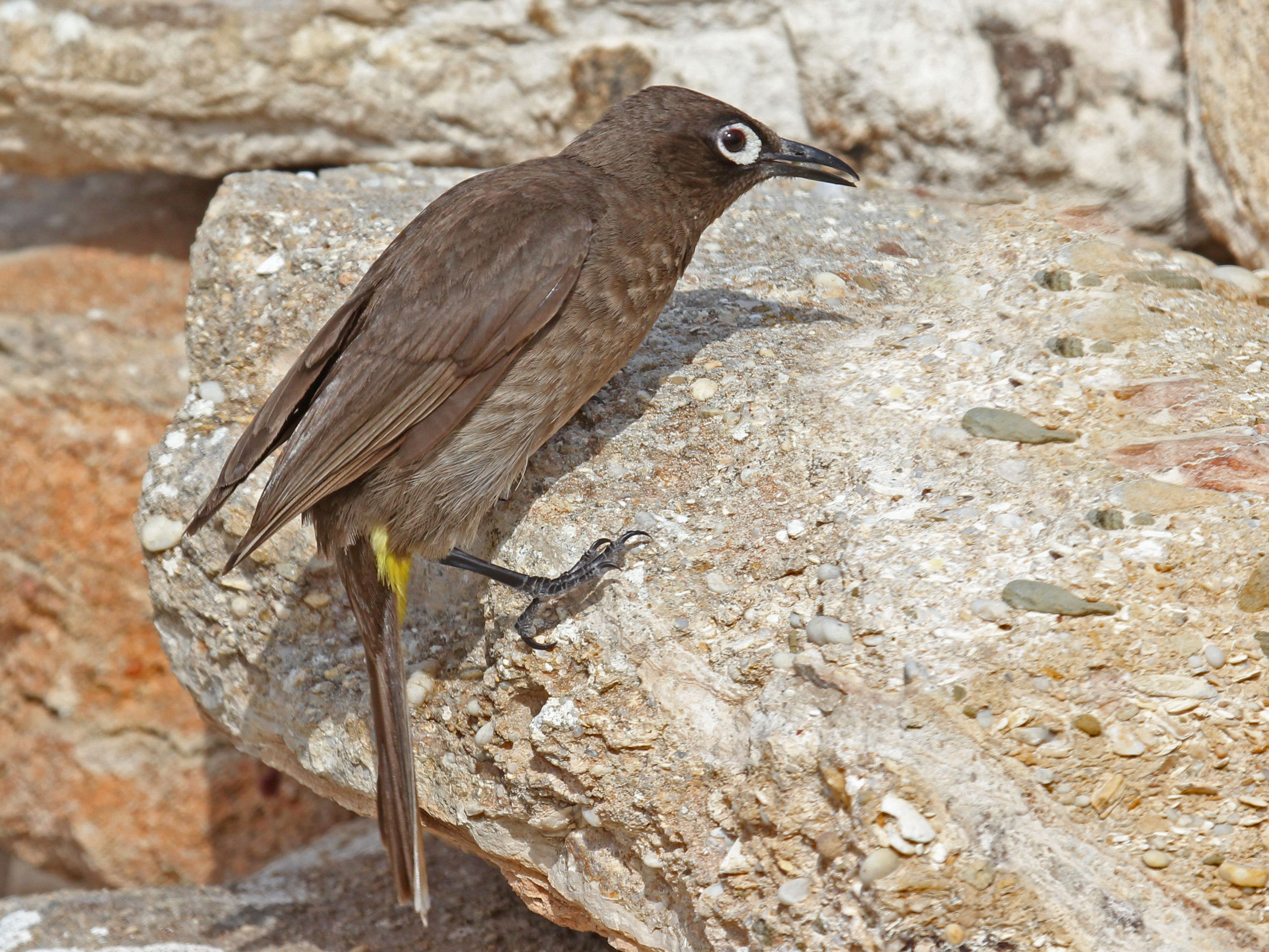